# Bodemsanering
Bodemsanering is het proces om een stuk grond vrij van bodemverontreiniging te maken. De bredere term bodembescherming verwijst niet alleen naar het saneren van verontreinigde bodems, maar ook naar het voorkomen van toekomstige verontreiniging.
Voor bodemsanering bestaan diverse methoden en technieken. De keuze en uitvoering hangen onder andere af van de plaats, de aard en de ernst van de vervuiling en van de functie van de bodem (wonen, industrie, landbouw...). Ook de prijs speelt een niet onbelangrijke rol bij de keuze van een saneringstechniek. Bij het beoordelen van de ernst van de verontreiniging, en van het uiteindelijke resultaat spelen de streef- en interventiewaarden een grote rol. 
In Nederland blijven de streefwaarden voor grond alleen van belang in het kader van de zorgplicht (artikel 13 Wet bodembescherming, Wbb), bij nieuwe gevallen van bodemverontreiniging. Als er gesaneerd moet worden geldt de streefwaarde vaak als terugsaneerwaarde. In geval dat een verontreinigende stof in verhoogde concentratie voorkomt (bijvoorbeeld door een andere oorzaak of van natuurlijke herkomst is) hanteert men de lokale achtergrondwaarde.
De verschillende technieken kunnen in drie groepen ondergebracht worden:
1. in situ – sanering zonder grondverzet, de verontreiniging wordt ter plaatse verwijderd
2. on site – verontreinigde grond wordt afgegraven en ter plaatse gereinigd en teruggestort
3. ex situ – verontreinigde grond wordt afgegraven en afgevoerd voor behandeling en/of verwerking elders

## In situ
Bij de in-situtechniek wordt de verontreiniging in de bodem ter plaatse verwijderd. Bij deze techniek is soms een blijvende nazorg noodzakelijk. De techniek is dan gebaseerd op twee pijlers. De isolatie en de in-situverwijdering van polluenten.

### 1. Isoleren, beheersen en controleren (IBC)
De isolatie die wordt toegepast is afhankelijk van het type bodem. 
- Civiel-technische isolatie. Hierbij worden tot drie afdichtingen toegepast: horizontale bovenafdichting (met folie of klei), verticale afdichting (stalen of betonnen damwanden), onderafdichting. Afsluitende bodemlagen (klei) kunnen soms als onderafdichting dienstdoen.
- De geohydrologische beheersing/isolatie wordt alleen gebruikt bij goed doorlatende (zand)gronden. Het grondwater wordt onttrokken door middel van verticale filters, met een vacuümsysteem of deepwell bronpompen, soms in combinatie met infiltratie. Er ontstaat dan een grondwaterstroming in de richting van de onttrekkingsmiddelen, waardoor de grondwaterverontreiniging zich niet meer zal verspreiden. Het onttrokken grondwater wordt gezuiverd en geloosd op oppervlaktewater of riool, of eventueel weer in de bodem geïnfiltreerd.
- Fysiochemische isolatie of immobilisatie (bodemadditieven inmengen (begroenen van terreinen, plantopname verminderen, uitloging door regen verminderen en afspoeling verminderen))
- Controleren door het bemonsteren van peilbuizen en analyseren van grond- en grondwatermonsters.

### 2. In-situsanering
Naast ontgraving bestaan er drie algemene in-situsaneringsmethoden: 
1. Extractieve saneringstechnieken waarmee de verontreiniging uit de bodem gehaald wordt. Te denken valt hierbij aan grondwateronttrekking of bodemluchtextractie.
2. Biologische saneringstechnieken waarmee de natuurlijke afbraak wordt gestimuleerd. Dit kan bijvoorbeeld door het injecteren van extra voedingsstoffen. Soms verloopt de biologische afbraak van nature al zo goed dat alleen controle van het afbraakproces nodig is.
3. Chemische saneringstechnieken waarmee door injectie van chemicaliën de verontreiniging geoxideerd of gereduceerd wordt. Te denken valt bijvoorbeeld aan het injecteren van waterstofperoxide, permanganaat of ozon als oxidatiemiddel.

Daarnaast zijn er ook hulptechnieken die saneringen kunnen versnellen. Door de bodem te verwarmen worden veel verontreinigingen mobieler en kunnen ze sneller verwijderd worden. Opwarmen van de bodem kan onder meer door middel van elektriciteit (elektroreclamatie) of door middel van stoominjectie (stoom gestimuleerde extractie). Een andere hulptechniek is bijvoorbeeld het beter oplossen van verontreinigingen door injectie van oppervlakte-actieve stoffen (surfactants).

## On site
Bij de on-site techniek wordt de verontreiniging verwijderd. De grond wordt afgegraven, al dan niet met behulp van grondzuigen en ter plaatse gesaneerd en hergebruikt.
- Fysisch-chemische scheiding
  - Extractie
  - Flotatie
  - Deeltjes van elkaar scheiden
- Thermische behandeling
  - Stoomstripping
  - Verdamping door directe verhitting
  - Verdamping door indirecte verhitting
  - Verbranding
- Fysisch-chemische behandeling
  - Immobilisatie (bodemadditieven inmengen – begroenen van terreinen, plantopname verminderen, uitloging door regen verminderen en afspoeling verminderen)
  - Neutralisatie
- Microbiologische behandeling
  - Landfarming
  - Compostering
  - Bioreactoren
- Elektroreclamatie; in de bodem worden elektroden aangebracht, met een spoelwatersysteem. Door op de elektroden een elektrische spanning te zetten zullen ionen van verontreinigende stoffen in de bodem zich verplaatsen naar de elektroden waar ze worden afgevangen. De bodem wordt ook opgewarmd waardoor de stoffen mobieler worden en sommige stoffen zullen verdampen.

## Ex situ
Bij de ex-situtechniek wordt de verontreiniging verwijderd. De verontreinigde grond wordt afgegraven, al dan niet met behulp van grondzuigen en afgevoerd naar een plaats waar de grond gesaneerd kan worden. De technieken zijn dezelfde als bij de on-site methode. Zie grondreiniging.